# Prosenoides tenuipes
Prosenoides tenuipes là một loài ruồi trong họ Tachinidae.